# Thomas Rid
Thomas Rid é um professor do departamento de Polemologia da King's College de Londres, ele atua nessa função desde 2011 e possui dentre os seus principais interesses para ensino a área de Cibersegurança, Terrorismo, e Ciberativismo.   Ele também é um membro não residente do Centro de Relações Transatlânticas da Escola para Estudos Internacionais Avançados, na Universidade Johns Hopkins, Washington, D.C.
De 2003 a 2010, Rid trabalhou em várias instituições financiados por governos locais conhecidas como Think Tanks, que são organizações que atuam no campo dos grupos de interesse, produzindo e difundindo conhecimento sobre assuntos estratégicos, Rid trabalhou em Think Tanks localizadas em Berlim, Paris, Washington, D.C. e Jerusalém. De 2006 a 2009 ele trabalhou na Escola para Estudos Internacionais Avançados da Universidade Johns Hopkins, no Woodrow Wilson International Center for Scholars  e na RAND Corporationem Washington, D.C. , além do Instituto Francês de Relações Internacionais em Paris. Rid escreveu o seu primeiro livro, War and Media Operations, no Stiftung Wissenschaft und Politik em Berlim. Rid possui um PhD pela Universidade Humboldt de Berlim.
De 2009 a 2010 Rid foi um acadêmico visitante da Universidade Hebraica de Jerusalém, e entre 2010 e 2011 foi um membro do Instituto de Estudos Avançados da Universidade de Constança na Alemanha.
Em 2012, Rid escreveu um artigo chamado Cyber-Weapons , onde ele exibe a sua definição do que são as armas cibernéticas e quais os seus verdadeiros potenciais.
No artigo, Rid define as armas cibernéticas como instrumentos à base de código que abrangem um vasto espectro, partindo dos tipos mais genéricos e de baixo potencial, como um Malware simples, que é capaz de influenciar um sistema de fora pra dentro, porém incapaz de penetrar esse sistema e causar dano direto, até os tipos mais específicos e de alto potencial, como um Vírus que é capaz de agir como um Agente inteligente, podendo penetrar sistemas protegidos e fisicamente isolados ou autonomamente saídas de procedimentos computacionais a fim de se infligir dano direto. Entre esses dois tipos estão presentes as invasões genéricas de sistemas que são incapazes de identificar e influenciar um determinado processo alvo, mas ao mesmo tempo intrusões capazes de gerar dano funcional ou até físico a um sistema. Essa classificação dá origem a uma hipótese dividida que entra em contraste gritante com parte do conhecimento resultante dos estudos sobre Cibersegurança. Maximizar o poder destrutivo de uma arma cibernética pode implicar em um efeito duplo, onde esta maximização pode aumentar significativamente os recursos, a inteligência e o tempo necessário para o desenvolvimento e a distribuição dessa arma - e mais poder destrutivo implica numa queda no número de alvos, no risco de dano colateral e na utilidade política dessas armas.
Em 2013, num vídeo divulgado pelo International Centre for the Study of Radicalisation em seu canal do YouTube, Rid traz o seu ponto de vista sobre o Ciberterrorismo. Rid divide os ataques cibernéticos em quatro tipos: Crime, Espionagem, Subversão ou Hacktivismo, e finalmente Sabotagem, este último sendo o verdadeiro objetivo do Ciberterrorismo e servindo de base para a sua definição, ou seja, o uso de código de computador com a intenção de atacar um determinado alvo, com o objetivo  de aterrorizar as pessoas através do uso de código computacional. Rid afirma que baseado nessa definição, ainda não houve nenhum ato de Ciberterrorismo ou Sabotagem se não contarmos as operações militares e governamentais de alguns países, porém ele também afirma que o risco de um ataque oriundo de outras fontes acontecer existe e é real, baseado nas infraestruturas de segurança atuais dos sistemas que são considerados alvos potenciais desse ataque. Porém a sua hipótese do artigo Cyber-Weapons procura minimizar um pouco esse risco justamente pelos custos e pelos efeitos que uma arma de alto potencial pode trazer.
Essa mesma visão de Rid, em que o risco de um ataque é iminente, porém improvável de acontecer, também é mostrada em um artigo publicado por ele em 2013, o Cyberwar and Peace, além de um dos seus livros mais conhecidos, o Cyber War Will Not Take Place.

## Publicações
Durante sua carreira, Rid escreveu vários artigos, sejam eles acadêmicos ou não, através de sites ou jornais científicos, abordando principalmente os temas de Cibersegurança. Além disso, Rid já participou da produção de seis livros, onde um deles ainda será lançado em 2016. Suas publicações encontram-se em vários idiomas diferentes, como Inglês, Alemão e Francês.

### Livros
- War and Media Operations. The US Military and the Press from Vietnam to Iraq (Rid, T. Londres: Routledge 2007 229p).[8]
- War 2.0: Irregular Warfare in the Information Age (Rid, T. e M. Hecker. Westport: Praeger 2009 280p).[9]
- Understanding Counterinsurgency (Rid, T. e T. Keaney (eds). Londres: Routledge 2010 280p).[10]
- Cyber War Will Not Take Place (Rid, T. Londres: Hurst/Oxford University Press 2013 256p).[6]
- Rise of the Machines (Rid, T. New York: W.W. Norton / London: Scribe. Previsto para 28 de Junho de 2016).[7]

### Artigos Publicados
- Revolution in Reporting Affairs. Der Krimkrieg und seine Bedeutung für die Geschichte der Kriegsberichterstattung (Rid, T. Österreichische Militärische Zeitschrift, iss 3, p. 295-304).
- Demokratie als Waffe. Präemption und das neue Abschreckungskonzept der USA (Rid, T. e Benjamin Schreer. Merkur. Deutsche Zeitschrift für europäisches Denken, 57, July, p. 627-633).
- Vom künftigen Kriege. Zur Clausewitzrezeption der amerikanischen Streitkräfte (Rid, T. Österreichische Militärische Zeitschrift, iss 2, p. 181-186).
- Der degradierte General. Clausewitz und zivil-militärische Beziehungen in den USA (Rid, T. Berliner Debatte Initial, vol 18, iss 3, p. 69-78).
- The Bundeswehr’s New Media Challenge (Rid, T. Military Review, vol. 87, 4, p. 104-10).[11]
- L’engagement américain en Afghanistan (Rid, T. Annuaire Français de Relations Internationales, vol IX, Editions Bruylant, p. 497-514).
- Der kleine Krieg (Rid, T. Erwägen, Wissen, Ethik, special issue “Krieg”, 19, 1, p. 100-3.).
- The Roots of Germany’s Russia Policy (Rid, T. e Christopher Chivvis. Survival, 51, 2, p. 105-122).
- Jihadistes de tous les pays, dispersez-vous ! (Rid, T. e Marc Hecker. Internationale Politik, Juli-August, p. 46-53).
- Razzia. A Turning Point in Modern Strategy (Rid, T. Terrorism and Political Violence, vol 21, iss 4, p. 617-635).
- Germany’s Options in Afghanistan (Rid, T. e Timo Noetzel. Survival, vol 51, iss 5, p. 71-90).
- Counterinsurgency and the Allies (Rid, T. Forum. Survival, vol 51, iss 6, p. 189-202).
- The Terror Fringe (Rid, T. e Marc Hecker. Policy Review, iss 158, p. 3-19).[12]
- Grande muette ou grande bavarde. La communication de Tsahal entre hésitations et innovations. (Rid, T. e Marc Hecker. Défense et Sécurité Internationale (DSI), January 2010).
- Cracks in the Jihad (Rid, T. The Wilson Quarterly, Winter 2010, p. 40-48).
- Montrer la guerre asymétrique? L’exemple de la communication israélienne (2000-2009) (Rid, T. e Marc Hecker. Études de l’IRSEM, May, iss 3, p. 117-136).
- The Nineteenth Century Origins of Counterinsurgency Doctrine (Rid, T. The Journal of Strategic Studies, October, vol 33, iss 5, p. 727-758).
- Risse im Dschihad (Rid, T. Internationale Politik, Januar-Februar, p. 10-19).
- Abschreckung zwecklos? (Rid, T. Internationale Politik, September-Oktober, p. 80-88).
- Cyber War Will Not Take Place (Rid, T. The Journal of Strategic Studies, 2012, Fevereiro, vol 35, número 1, 5-32, Publicado online em Outubro de 2011)[13]
- Cyber-Weapons (Rid, T. e Peter McBurney. The RUSI Journal, February/March, vol 157, iss 1, p. 6-13).[4]
- Deterrence Beyond the State. The Israeli Experience (Rid, T. Contemporary Security Policy, April, vol 33, iss 1,  p. 124-147).
- Cyberwar and Peace (Rid, T. Foreign Affairs, Novembro/Dezembro, 77-87, com uma resposta em edição de Março/Abril de 2014 da Foreign Affairs).[5]
- OMG Cyber! (Rid, T. e Rob Lee. The RUSI Journal, November/December, vol 159, iss 5, p. 4–12).
- Attributing Cyber Attacks (Rid, T. e Ben Buchanan. Journal of Strategic Studies, February, vol 39, iss 1, p. 4-37).
- Cryptopolitik (Rid, T. e Daniel Moore. Survival. Previsto para Fevereiro/Março de 2016).